# Halle de Lyons-la-Forêt
Ne doit pas être confondu avec Halle de Milly-la-Forêt.
La halle de Lyons-la-Forêt est un édifice situé à Lyons-la-Forêt, en France.

## Localisation
Le monument est situé dans le département français de l'Eure, dans le centre-ville de Lyons-la-Forêt, place Isaac-Benserade.

## Historique
La halle est datée des XVIIe et XVIIIe siècles.
L'édifice est inscrit au titre des monuments historiques depuis le 2 mai 1927.